# Acumontia
Genre
Synonymes
- Spinimontia Roewer, 1915
- Tanalaius Roewer, 1915
- Triacumontia Roewer, 1915
- Triaenomontia Roewer, 1915
- Bezavonia Roewer 1949

Acumontia est un genre d'opilions laniatores de la famille des Triaenonychidae.

## Distribution
Les espèces de ce genre sont endémiques de Madagascar.

## Liste des espèces
Selon World Catalogue of Opiliones (24/05/2021) :
- Acumontia alluaudi (Roewer, 1915)
- Acumontia armata Loman, 1898
- Acumontia capitata (Lawrence, 1959)
- Acumontia cowani Pocock, 1903
- Acumontia echinata Pocock, 1903
- Acumontia flavispina (Lawrence, 1959)
- Acumontia hispida (Roewer, 1915)
- Acumontia horrida (Roewer, 1915)
- Acumontia hystrix (Lawrence, 1959)
- Acumontia longipes Lawrence, 1959
- Acumontia majori Pocock, 1903
- Acumontia milloti (Lawrence, 1959)
- Acumontia nigra (Lawrence, 1959)
- Acumontia pococki Roewer, 1915
- Acumontia remyi (Roewer, 1949)
- Acumontia roberti Pocock, 1903
- Acumontia roeweri Staręga, 1992
- Acumontia rostrata Pocock, 1903
- Acumontia soerenseni (Roewer, 1915)
- Acumontia spinifrons (Roewer, 1915)
- Acumontia succinea Mendes & Kury, 2012
- Acumontia venator (Roewer, 1931)

## Publication originale
- Loman, 1898 : « Beiträge zur Kenntniss der Fauna von Süd-Afrika. Ergebnisse einer Reise von Prof. Max Weber im Jahre 1894. IV. Neue Opilioniden von Süd-Afrika und Madagaskar. » Zoologische Jahrbücher, vol. 11, p. 515–530 (texte intégral).